# Koenraad III de Oude
Koenraad III de Oude (circa 1359 – 28 december 1412) was vanaf 1377 hertog van Oels, Cosel en de helft van Bytom. Hij behoorde tot de Silezische tak van het huis der Piasten.

## Levensloop
Koenraad III was de enige zoon van hertog Koenraad II van Oels en diens echtgenote Agnes, dochter van hertog Casimir I van Teschen.
In 1377 werd hij door zijn vader tot medeheerser van de hertogdommen Oels en Cosel en van de helft het hertogdom Bytom benoemd. Zolang zijn vader in leven was, oefende Koenraad III echter geen officiële macht uit. Pas na de dood van zijn vader in 1403 verwierf hij de volledige soevereiniteit over zijn domeinen.
Koenraad III stierf in 1412. Zijn vijf zonen, die allemaal Koenraad heetten, volgden hem op.

## Huwelijk en nakomelingen
Rond het jaar 1380 huwde hij met ene Judith (overleden in 1416), over wier afkomst niets geweten is. Ze kregen minstens zeven kinderen:
- Koenraad IV de Oudere (1384-1447), hertog van Oels en bisschop van Breslau
- Koenraad V Kantner (1385-1439), hertog van Oels
- Koenraad VI de Deken (1391-1427), hertog van Oels
- Koenraad VII de Witte (1396-1452), hertog van Oels
- Koenraad VIII de Jonge (1397-1444), hertog van Oels
- Euphemia (1404-1442), huwde in 1420 met keurvorst Albrecht III van Saksen en in 1432 met hertog George I van Anhalt-Dessau
- Hedwig (1405-1454), huwde in 1430 met hertog Hendrik IX de Oude van Glogau.